# 康拉德·维恩希尔
康拉德·维恩希尔（德語：Konrad Wirnhier，1937年7月7日—2002年6月2日），德国男子射击运动员。他曾代表西德参加1968年和1972年夏季奥林匹克运动会射击比赛，获得一枚金牌和一枚铜牌。